# Оракл против Гугла
Оракл против Гугла (енгл. Oracle America, Inc. v. Google, Inc.) је назив судског спора који се води у САД, по тужби корпорације Оракл против Гугла због кршења ауторских и патентних права у Гугловом оперативном систему Андроид.
Окружни суд је у мају 2012. пресудио да структура јава АПИја коју је користио Гугл није подложна заштити ауторских права. Окружни суд је такође одбацио тврдње Оракла о кршењу патентног права, али је прихватио тврдњу о кршењу ауторских права у погледу малог дела дословно копираног кода.
Апелациони суд је у мају 2014. преиначио пресуду окружног суда, закључивши да „структура, редослед и организација АПИја може бити подложна заштити ауторских права“. Гугл је на ову пресуду уложио жалбу Врховном суду САД у октобру 2014, а Суд је у јануару 2015. затражио мишљење главног правобраниоца САД о томе да ли треба прихватити случај.

## Чињенице
Јава платформу је развила компанија Sun Microsystems, а званично је објављена 1996. године. Садржавала је нови програмски језик, Јава виртуелну машину, и сет библиотека које су се могле користити са програмским језиком. 
Оперативни систем Андроид је развила истоимена компанија, коју је Гугл купио 2005, као део плана да развије платформу за паметне телефоне. Гугл је преговарао са компанијом Sun Microsystems о могућности да користи и прилагоди јава платформу за мобилне телефоне, али договор није постигнут. Гугл је због тога одлучио да, користећи свој софтвер и програмски језик Јава, направи своју виртуелну машину и своје имплементације за функције у Јава апликационом програмском интерфејсу.

## Пресуда окружног суда
Суђење пред Окружним судом САД за северни округ Калифорније било је подељено у неколико фаза. У првој фази одлучивало се о повреди ауторских права, у другој фази о повреди патентних права, док се у трећој фази требало одлучивати о евентуалној одштети. Порота је требало да утврди чињенично стање, док је судија одлучивао о правним питањима. 
У првој фази, порота је првенствено требало да утврди да ли је Гугл нарушио ауторска права Оракла у 37 Јава АПИ пакета чију је структуру преузео, односно да ли то преузимање потпада под поштену употребу. Порота је требало да утврди и да ли постоји кршење ауторских права у још неким мањим деловима кода. Пороти је речено да аутоматски претпостави да су Јава АПИ пакети заштићени ауторским правима, а судија је касније требало да одлучи о правном питању да ли се АПИ пакети уопште могу заштити на такав начин.